# جيوستورم
جيوستورم (بالإنجليزية: Geostorm)‏ هو فيلم حركة، وفيلم خيال علمي
أُصدر في 19 أكتوبر 2017، في ألمانيا، و27 أكتوبر 2017، في جمهورية الصين الشعبية، والهند، و20 أكتوبر 2017، في تركيا، والولايات المتحدة الأمريكية، والمملكة المتحدة، وكندا، والمكسيك، وجنوب أفريقيا، و12 أكتوبر 2017، في هونغ كونغ، والفلبين، وسنغافورة، وتايلاند. الفيلم من إنتاج وارنر برذرز، ومن توزيع وارنر برذرز، وقد أخرجه دين ديفلين، وكَتَب السيناريو دين ديفلين.

## القصة
في عام 2019 ، خلفت سلسلة من الكوارث الطبيعية كوكب الأرض الحداد. عشرين دولة هي من بين الأغنى والأكثر تقدما من الناحية التكنولوجية تقرر توحيد في بناء جهاز الأقمار الصناعية لتنظيم المناخ. يطلق عليها اسم الفتى الهولندي ، والولايات المتحدة هي في القيادة. السيطرة التشغيلية هي عن طريق محطة الفضاء الدولية، وُسِّعَ بشكل كبير ومجهز بالقوى العاملة البشرية الكافية للحد من موجات الحر والعواصف الأخرى. وهكذا تحظى البشرية بالحماية. ولكن عشية نقل الأمر إلى المجتمع الدولي، تم العثور على قرية مجمدة تماما في وسط أفغانستان، ثم ضرب انفجار أنابيب غاز هونج كونج بعد ارتفاع مفاجئ في درجة الحرارة. هذا يشير إلى وجود سوء استخدام للجهاز، وبالتالي تحول إلى سلاح والذي إذا لم يتم ايقافه، يمكن أن يتسبب بحصول عاصفة عالمية

## طاقم التمثيل
- جيرارد بتلر في دور جيك لوسون، مصمم الأقمار الصناعية، ووالد هانا
- جيم ستورجيس في دور مساعد وزير الخارجية ماكس لوسون، الأخ الأصغر لجيك وعم هانا
- آبي كورنيش في دور عميلة الخدمة السرية الأمريكية سارة ويلسون، خطيبة ماكس
- ألكسندرا ماريا لارا في دور أوتي فاسبيندر، قائدة محطة الفضاء ورائدة الفضاء في وكالة الفضاء الألمانية ووكالة الفضاء الأوروبية
- إد هاريس في دور وزير الخارجية الأمريكي ليونارد ديكوم
- أندي جارسيا في دور الرئيس الأمريكي أندرو بالما
- ريتشارد شيف في دور السيناتور توماس كروس من فرجينيا
- روبرت شيهان في دور دنكان تايلور، أحد أفراد الطاقم البريطاني ورائد فضاء وكالة الفضاء البريطانية ووكالة الفضاء الأوروبية
- أوجينيو ديربيز بدور آل هيرنانديز، عضو طاقم مكسيكي ورائد فضاء في وكالة الفضاء المكسيكية
- اديبرو اوديو في دور إيني أديسا، عضو طاقم نيجيري ورائد فضاء وكالة البحوث والتطوير الفضائي.
- عمرو واكد في دور راي دوسيت، أحد أفراد طاقم المركز الدولي للأمن السيبراني ورائد الفضاء الفرنسي في الوكالة الوطنية للدراسات الفضائية/وكالة الفضاء الأوروبية
- دانيال وو في دور تشنغ لونغ، المشرف المقيم في هونج كونج على برنامج الصبي الهولندي
- زازي بيتز بدور دانا، خبيرة الأمن السيبراني وصديقة ماكس
- تاليثا بيتمان بدور هانا لوسون، ابنة جيك وابنة أخت ماكس. إنها راوية البداية والنهاية للفيلم.
- بيلي سلوتر  [لغات أخرى]‏ في دور كارل درايت
- توم تشوي في دور الممثل الصيني لي
- ماري وينينغهام في دور الدكتورة كاساندرا جينينجز
- جيريمي راي تايلور في دور إيميت
- غريغوري آلان ويليامز في دور الجنرال مونتجاف
- درو باول في دور كريس كامبل

## الإنتاج

### التصوير
صوّر الفيلم في نيو أورلينز

## الاستقبال

### شباك التذاكر
حقق فيلم جيوستورم إيرادات بلغت 33.7 مليون دولار في الولايات المتحدة وكندا، و187.7 مليون دولار في مناطق أخرى، بإجمالي عالمي قدره 221.4 مليون دولار، مقابل ميزانية إنتاج بلغت 120 مليون دولار. قدر محللو شبك التذاكر أن الفيلم يحتاج إلى تحقيق إيرادات إجمالية تتراوح بين 300 و350 مليون دولار على مستوى العالم حتى يحقق ربح.
في أمريكا الشمالية، تم إصدار الفيلم إلى جانب فيلم بوو 2 كان من المتوقع أن يحقق إيرادات بجانب كل من رجل الثلج والشجعان فقط ما بين 10 و12 مليون دولار من 3246 مسرحًا في عطلة نهاية الأسبوع الافتتاحية. بعد عدم إقامة عروض مسبقة ليلة الخميس، حقق الفيلم 4.2 مليون دولار يوم الجمعة. حقق الفيلم إيرادات بلغت 13.3 مليون دولار أمريكي، واحتل المركز الثاني في شباك التذاكر. في الأسبوع الذي تلا إطلاقه، أفادت التقارير أن الفيلم من المرجح أن يخسر الاستوديو حوالي 100 مليون دولار. في مارس 2018، حسب موقع ديدلاين هوليوود أن الفيلم أدى بخسائر لشركة وارنر برذرز تقدر بمبلغ 71.6 مليون دولار، عند احتساب جميع النفقات والإيرادات معًا.

### الجوائز والترشيحات
الجوائز
الترشيحات

## وصلات خارجية
- جيوستورم على موقع IMDb (الإنجليزية)
- جيوستورم على موقع ميتاكريتيك (الإنجليزية)
- جيوستورم على موقع روتن توميتوز (الإنجليزية)
- جيوستورم على موقع نتفليكس (الإنجليزية)
- جيوستورم على موقع قاعدة بيانات الأفلام العربية
- جيوستورم على موقع ألو سيني (الفرنسية)
- جيوستورم على موقع Turner Classic Movies (الإنجليزية)
- جيوستورم على موقع أول موفي (الإنجليزية)
- جيوستورم على موقع بوكس أوفيس موجو (الإنجليزية)
- جيوستورم على موقع فيلمافينيتي (الإسبانية)